# NGC 7625
NGC 7625 (również PGC 71133, UGC 12529 lub Arp 212) – galaktyka spiralna (Sa), znajdująca się w gwiazdozbiorze Pegaza. Odkrył ją William Herschel 15 października 1784.